# Christian Gottlieb Eisenstuck

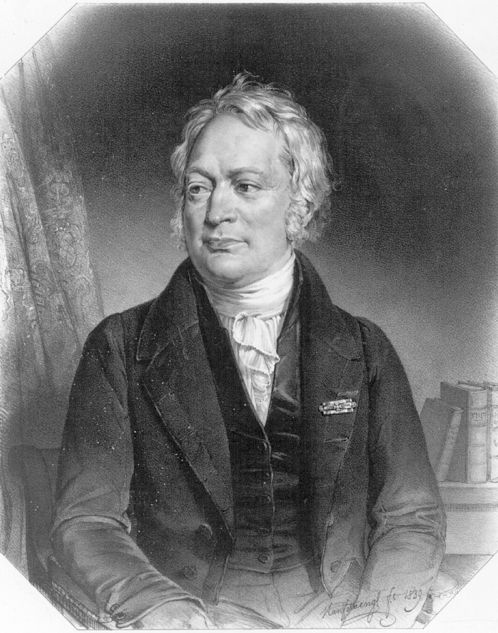
Christian Gottlieb Eisenstuck (1773–1853)

Christian Gottlieb Eisenstuck, auch Christian Gottlob Eisenstuck, (* 3. Oktober 1773 in Annaberg; † 31. Mai 1853 in Dresden) war ein sächsischer Jurist und Politiker.

## Leben
Christian Gottlieb Eisenstuck wurde als Sohn von Christian Jacob Eisenstuck (1734–1810) und Bruder von Johann Christian Eisenstuck (1757–1831) geboren, die beide ebenfalls sächsische Landtagsabgeordnete waren. Er studierte zunächst bis 1793 Rechtswissenschaften an der Universität Leipzig. Zunächst ließ sich Eisenstuck 1794 in Göttingen nieder und war dann ab 1798 als Rechtskonsulent in Dresden tätig. 1815 war er in einer Kommission an der Ausarbeitung eines einheitlichen sächsischen Strafgesetzbuches beteiligt, das jedoch erst am 30. März 1838 unter dem Titel Criminalgesetzbuch für das Königreich Sachsen in Kraft trat. In der Folge gehörte er 1817 einem Ausschuss zur Begleichung der Kriegsschulden an. 1820 folgte die Ernennung zum Obersteuerprokurator.
Aufgrund seines Engagements für eine Staatsreform infolge der Julirevolution 1830 wurde er als Abgesandter der Stadt Dresden zu den Beratungen der Sächsischen Landstände über die Sächsische Verfassung delegiert, die schließlich im September 1831 veröffentlicht und durch den König erlassen wurde. Von 1832 bis 1837 war Eisenstuck Vorsteher der Kommunrepräsentanten (einem Vorläufer der Stadtverordnetenversammlung) von Dresden und war als solcher an der Gründung der Dresdner Societäts-Brauerei zum Waldschlößchen beteiligt. Von 1833 bis 1847 gehörte Christian Gottlieb Eisenstuck als Vertreter eines Dresdner Wahlkreises der Zweiten Kammer des Sächsischen Landtags an, wo er zeitweilig auch das Amt des Vizepräsidenten bekleidete.
Sein Zeitgenosse Bernhard Hirschel rechnete ihn in den im Entstehen befindlichen politischen Lagern zwischen den konservativen und liberalen Kräften. Über ihn schrieb er 1846 unter anderem: „Das ehrwürdige weißgelockte Haupt, einem Jupiterskopf oder Thorvaldsen nicht unähnlich, die blinzelnden, zusammengekniffenen Augen, der schmunzelnde Zug um die Lippen, der träumerisch schleichende Gang und die gutmütig populäre Jovialität des ganzen Wesens gaben auch in der That eine liebenswürdige Persönlichkeit ab, deren Schwächen man um so lieber übersah, als sie nur momentan schienen und auch Kraftäußerungen edlerer Art, einem national-politischen Enthusiasmus sogar, wenn auch nur selten, Platz machten. Jetzt nun, nachdem Eisenstuck gänzlich sich der Regierung genähert hat, nachdem er als Redner durch die ‚beliebte sächsische Weitschweifigkeit‘, Wiederholungen, buntes Durcheinander, zusammengehackte und untereinander gewürfelte Perioden mit ewigen Interjectionen, eingeschobenen Phrasen und Witzen gar nichts mehr leistet, den Ernst zum Lächerlichen, das Lächerliche zum Ernst macht, jetzt wo er das in der Sitzung widerruft, was er in der Deputation niedergeschrieben (wie er denn z. B. bei der Medicinalreform sich ganz im entgegengesetzten Sinne äußerte, als er stimmte) – jetzt heißt es: Eisenstuck ist alt geworden. Heißt das nicht Glück? Glaubt Ihr, weil er in den Sitzungen zuweilen schläft, als Präsident sich immer erinnern lassen muß, statt an der Klingel an dem Vorhange zerrt, – der geistige Mann schlafe, wie der physische? O nein! dieser Löwe schläft nicht!“
Nachdem er sich 1847 ins Privatleben zurückgezogen hatte, starb Eisenstuck am 31. Mai 1853, vier Monate vor seinem 80. Geburtstag, in Dresden.

## Ehrungen
Anlässlich der Jubelfeier zu seinem 50-jährigen Jubiläum als Anwalt erhielt er am 19. Februar 1848 das Komturkreuz des königlich sächsischen Zivilverdienstordens verliehen. In der Dresdner Südvorstadt trägt eine Straße ihm zu Ehren den Namen Eisenstuckstraße.

## Schriften
- An unsere Mitbürger: Erklärung betr. Schusters Beschwerde gegen den von einer Deputation der Commun-Repräsentanten an selbige erstatteten und in der Plenarversammlung genehmigten Bericht vom 13. Nov. 1831. 1832
- Sendschreiben an den Herrn Oberstuerprocurator Eisenstuck, veranlasst durch dessen Separatvotum b. d. Verhandlungen der Deputation der 2. ständ. Kammer zur Prüfung u. Berathung des Entwurfs des Criminal-Gesetzbuchs: Ueber Zulässigkeit und Anwendbarkeit der Todesstrafe. 1837